# Arlequin Theater
Das Arlequin Theater ist eine Wiener Puppenbühne.

## Geschichte
Das Arlequin Theater wurde 1957 als „Fadenbühne im Künstlerhaus“ von Arminio Rothstein („Clown Habakuk“) und seiner ersten Gattin Picca Rothstein gegründet. Mit nur 30, später 50 Sitzplätzen galt die Fadenbühne als das avantgardistischste Theater Wiens. Es wurde ausschließlich für Erwachsene gespielt, etwa Werke von Hugo von Hofmannsthal. Am 16. März 1967 wurde das „Arlequin Theater im Café Mozart bei der Oper“ von Arminio Rothstein und seiner zweiten Gattin Lena Rothstein gegründet (70 Sitzplätze) und eröffnet. Gordana Krobath-Rothstein, seine dritte Ehefrau, war bereits Ensemblemitglied. Eröffnungspremiere war Lumpazivagabundus von Johann Nestroy. Auf der Bühne traten Menschen und Puppen gleichwertig nebeneinander auf.
1970 wurde die Dreigroschenoper von Bert Brecht und Kurt Weill uraufgeführt, mit 21 Marionetten und drei Stabpuppen, geführt von sieben, gesprochen von neun Menschen (Fritz Muliar, Nicolaus Paryla,  Kurt Sowinetz u. a).
Im Arlequin Theater wurde 1971 Bert Brechts Stück Aufstieg und Fall der Stadt Mahagonny uraufgeführt. Eine Vorstellung wurde exklusiv am 16. Februar 1973 für Lotte Lenya gespielt.
Während der Wiener Festwochen 1983 kam erneut die Dreigroschenoper zur Aufführung.
Bekannt wurde das Theater auch durch seine Kabarett-Revuen, für die Arminio Rothstein Portraitpuppen anfertigt, etwa von Helmut Zilk, Gerhard Bronner, Peter Wehle, Karl Farkas, Ernst Waldbrunn, Bruno Kreisky, Arik Brauer, Helmut Qualtinger, Josef Taus, Konrad Adenauer, Hans Moser, Brigitte Bardot, Hans Albers, Hans Krankl, Heinz Zuber, Georg Kreisler, Anton Benya, André Heller, Fred Sinowatz, Kuno Knöbl, Niki Lauda, Marcel Prawy, Gottfried Kumpf, Norbert Pawlicki, Elvis Presley, Mick Jagger, Jerry Hall, Ernst Wolfram Marboe, Karl Valentin, Albert Einstein.
Seit 1971 werden im Arlequin Theater auch Kasperl-Stücke gespielt. Die ersten Puppenspieler (neben Arminio und Gordana Rothstein) waren Johann Gramm, Wolfgang Artner, Walter Hoffmann.
1979 begann im Arlequin Theater Clown Habakuks Puppenzirkus mit Gans Mimi, Zwerg Bumsti u. a.
Puppenspieler im Arlequin Theater waren und sind Thomas Brezina (bis 1984), Magda Brezina (seit 1982) und Andreas Brezina (seit 1980), Evi Zabransky, Gerald Meloun (seit 1983), Ferdinand Resch (bis 1984), Susi Keil (seit 1988), Alfred Schwarz (seit 1984), Markus Mitterhuber (seit 1997). Seit 1966 arbeitete Manfred Körner künstlerisch im Arlequin Theater.
Manche Figuren werden von Schauspielern gesprochen, zum Beispiel von Hubert Tscheppe (Tintifax) oder von Stefan Fleming (Kasperl).
Das „Arlequin Theater im Café Mozart bei der Oper“ wurde 1984 geschlossen. Als freie Puppen-Theatergruppe ohne eigenes Haus existiert das Theater Arlequin jedoch weiter.
Seit dem Tod von Arminio Rothstein 1994 führt seine vierte Gattin Christine Rothstein das Theater.

## Dokumentarfilm
- ORF-Legenden: Arminio Rothstein. Das bunte Leben des Clown Habakuk. Dokumentarfilm (45 Min.), A 2016, Buch und Regie: Christian Hager.